# Leontochroma
Leontochroma es un género de polillas pertenecientes a la subfamilia Tortricinae de la familia Tortricidae.

## Especies
- Leontochroma aurantiacum Walsingham, 1900
- Leontochroma percornutum Diakonoff, 1976
- Leontochroma suppurpuratum Walsingham, 1900
- Leontochroma viridochraceum Walsingham, 1900

## Especie anterior
- Leontochroma antitona (Meyrick, 1927)